# 山田佑樹
山田 佑樹（やまだ ゆうき、1986年10月14日 - ）は、岡山県出身の競艇選手。登録番号4323。身長169cm。血液型B型。95期。同期に河村了、峰竜太、西村美智子らがいる。

## 来歴
- やまと競艇学校時代、リーグ戦勝率6.07（準優出3　優出2）の成績を残した。
- 2004年11月11日、児島競艇場でデビュー（5着）。13日、3日目1Rで初勝利（4走目）。
- 2008年12月31日、住之江競艇場での「2008住之江ファイナル競走」で初優勝（優出13回目）。
- 2009年1月20日、琵琶湖競艇場での「G1共同通信社杯 第24回新鋭王座決定戦競走」にG1初出場。同日、1RでG1初勝利[1]。